# Ana-Claudia Țapardel
Ana-Claudia Țapardel (n. 16 decembrie 1983, București) este fosta membră a Parlamentului European din partea României (2014 - 2019) și activează în Grupul Alianței Progresiste a Socialiștilor și Democraților (S&D). Aleasă în luna mai 2014, a fost unul dintre cei mai tineri europarlamentari din legislature trecuta Uniunea Europeană.
A candidat pentru Parlamentul European având ca obiective principale reducerea șomajului, mai ales în rândul tinerilor, îmbunătățirea legislației europene care reglementează drepturile muncii, dar și adoptarea pragului de venit minim garantat valabil pentru toate statele membre ale UE.

În Parlamentul European, Claudia Țapardel este membră în Comisia pentru Transport și Turism, în Comisia pentru afaceri constituționale și în Delegația pentru relațiile cu țările din Asia de Sud, precum și membră supleantă în Comisia pentru Bugete, Delegația la Comisia parlamentară mixtă UE-Mexic și Delegația la Adunarea Parlamentară Euro-Latinoamericană. De asemenea, este Copreședintă a Intergrupului pentru Dezvoltarea Turismului European și a Patrimoniului Cultural din Parlamentul European.

## Educație și formare
Ana-Claudia Țapardel este de profesie economist, fiind licențiată atât în Științe Administrative (Academia de Studii Economice – Facultatea de Administrație și Management Public), cât și în Management financiar-bancar (Institutul Bancar Român – Facultatea de Management, specializarea Finanțe - Bănci). În aprilie 2003 și aprilie 2006 a obținut premii speciale la Sesiunea de Comunicări Științifice și Studențești.
Are un doctorat în Economie obținut în cadrul Academiei de Studii Economice București, cu o lucrare axată pe managementul și planificarea strategică la nivelul comunităților locale din România.
De asemenea, deține două masterate în domeniul relațiilor internaționale: un masterat in Afaceri Internaționale (ASE București - Facultatea de Relații Economice Internaționale) și unul în Analiză și Soluționare de Conflicte Internaționale (Școala Națională de Studii Politice și Administrative - Departamentul de Relații Internaționale și Integrare Europeană), precum și un masterat în Management Public (Institutul Social-Democrat „Ovidiu Șincai”).

## Experiență politică și profesională
Ana-Claudia Țapardel este membră a Partidului Social Democrat încă din ianuarie 2002, în prezent ocupând funcția de purtător de cuvânt al Organizației de Tineret a PSD (Tineretul Social Democrat).
Este, de asemenea, Vicepreședinte al Organizației de București a PSD și Vicepreședinte al Tineretului Social Democrat, având mai multe funcții și în cadrul organizațiilor PSD Sector 3 și Sector 5.
Are o vastă experiență în administrația publică locală, ocupând în ultimii 6 ani funcția de Consilier General al Municipiului București. În cele două mandate de Consilier General al Municipiului București a activat în cadrul unora dintre cele mai importante comisii de specialitate, și anume: Președinte al Comisiei pentru Relații Internaționale, Cooperare și Asociere cu Alte Autorități Publice (2008 - 2012), Membru al Comisiei de Credite Externe (2008 - 2012), Secretar al Comisiei de Utilități Publice (după 2012), precum și Secretar al Comisiei de Relații cu Uniunea Europeană (după 2012).